# Trefl Sopot
Trefl Sopot ist ein polnischer Sportverein aus Sopot mit Herrenbasketballmannschaft, Frauen- und Männervolleyballmannschaft.

## Basketball

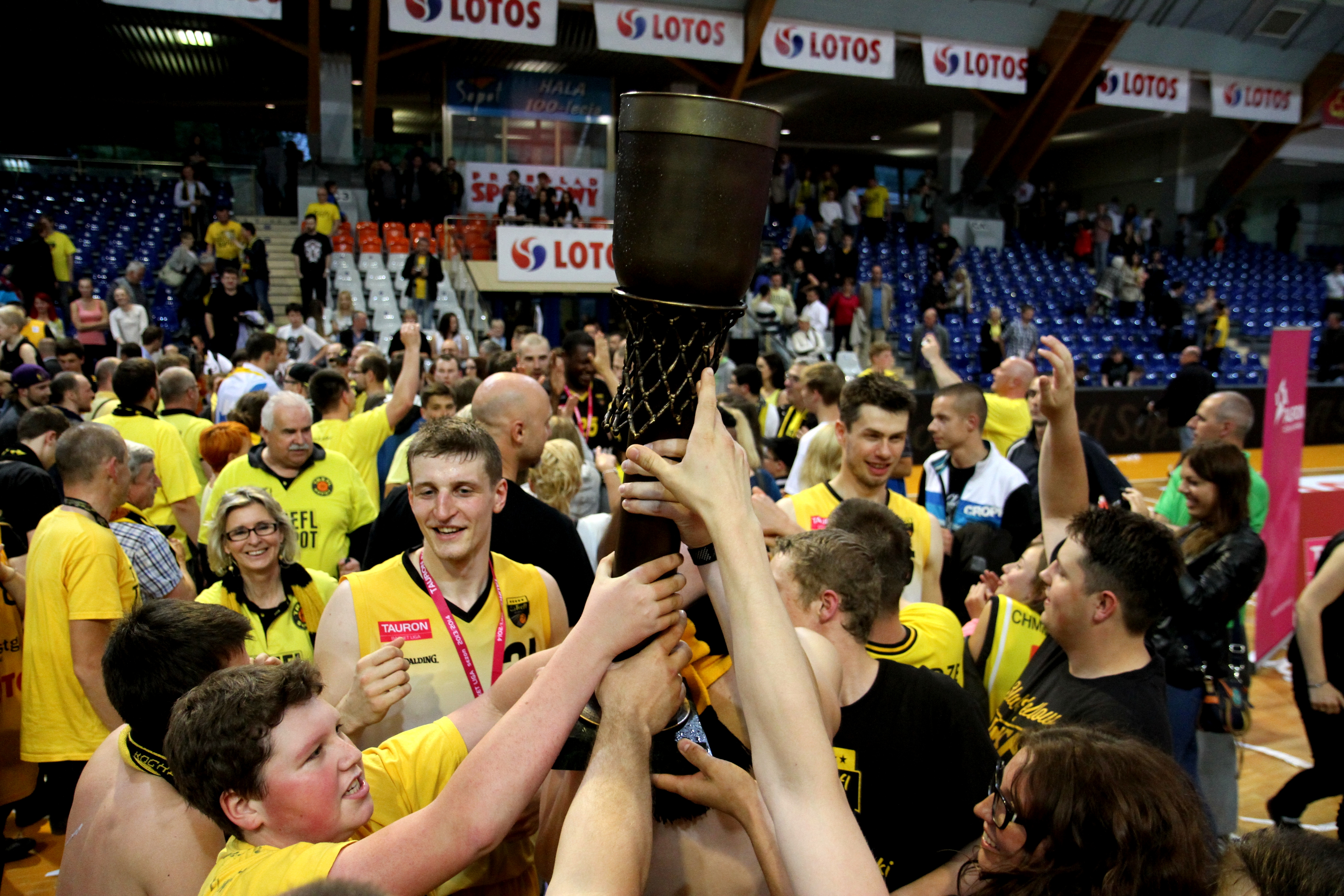
Die Herrenbasketballmannschaft im Jahr 2014

Gegründet wurde der Verein 1995 von Kazimierz Wierzbicki. Unter den Namen Prokom Trefl Sopot und Asseco Prokom Sopot wurden bis 2009 zahlreiche Erfolge eingefahren. Nachdem der Sponsor und Mehrheitseigentümer Asseco Prokom die Mannschaft 2009 in die Nachbarstadt Gdynia verlegte und dort einen neuen Verein Asseco Prokom Gdynia gründete, gründete Kazimierz Wierzbicki unter dem alten Namen einen neuen Verein in Sopot. Hauptsponsor ist der polnische Spielwarenhersteller Trefl, der seinen Hauptsitz in Sopot hat. Für die Saison 2009/10 der Polnischen Basketball-Liga erhielt Trefl Sopot eine Wildcard. In der Saison 2011/12 wurde man Polnischer Pokalsieger und Vizemeister.

## Volleyball

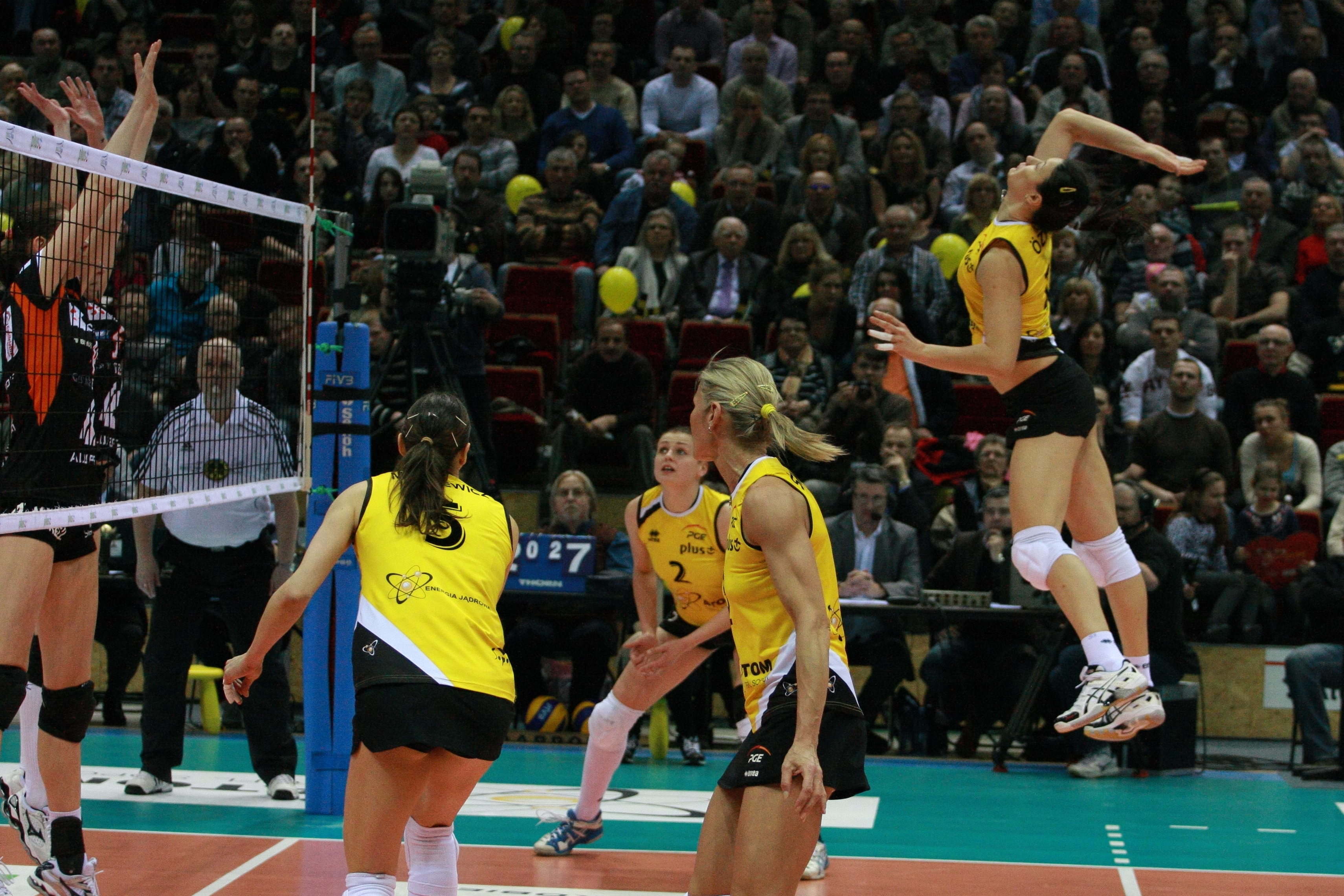
Die Frauenvolleyballmannschaft im Jahr 2011

Die Volleyball-Frauen spielen in der höchsten Liga Polens, der Plus Liga. 2011/12 wurde die Mannschaft mit der Unterstützung der beiden deutschen Nationalspielerinnen Margareta Kozuch und Corina Ssuschke-Voigt Polnischer Meister.